# كوبا أمريكا المئوية المجموعة د
تتألف المجموعة د من كوبا أمريكا المئوية من الأرجنتين وتشيلي وبوليفيا وبنما.
|  |

## الترتيب
| م | الفريق        | لعب | ف | ت | خ | أ.له | أ.ع | أ.ف | نقاط | التأهل                      |
| - | ------------- | --- | - | - | - | ---- | --- | --- | ---- | --------------------------- |
| 1 | الأرجنتين (Q) | 3   | 3 | 0 | 0 | 10   | 1   | +9  | 9    | يصعد إلى مرحلة خروج المغلوب |
| 2 | تشيلي (Q)     | 3   | 2 | 0 | 1 | 7    | 5   | +2  | 6    | يصعد إلى مرحلة خروج المغلوب |
| 3 | بنما (E)      | 3   | 1 | 0 | 2 | 4    | 10  | −6  | 3    |                             |
| 4 | بوليفيا (E)   | 3   | 0 | 0 | 3 | 2    | 7   | −5  | 0    |                             |

## المباريات

### بنما ضد بوليفيا
| بنما           | 2–1                               | بوليفيا  |
| -------------- | --------------------------------- | -------- |
| بيريز 11'، 87' | تقرير (كونميبول) تقرير (كونكاكاف) | أركي 54' |

| بنما | بوليفيا |

### الأرجنتين ضد تشيلي
| الأرجنتين                 | 2–1                               | تشيلي            |
| ------------------------- | --------------------------------- | ---------------- |
| دي ماريا 51' · بانيغا 59' | تقرير (كونميبول) تقرير (كونكاكاف) | فوينزاليدا 90+3' |

| الأرجنتين | تشيلي |

### تشيلي ضد بوليفيا
| تشيلي            | 2–1                               | بوليفيا    |
| ---------------- | --------------------------------- | ---------- |
| فيدال 46'، 90+1' | تقرير (كونميبول) تقرير (كونكاكاف) | كامبوس 61' |

| تشيلي | بوليفيا |

### الأجنتين ضد بنما
| الأرجنتين                                     | 5–0                               | بنما |
| --------------------------------------------- | --------------------------------- | ---- |
| أوتامندي 7' · ميسي 68'، 78'، 87' · أغويرو 90' | تقرير (كونميبول) تقرير (كونكاكاف) |      |

| الأرجنتين | بنما |

### تشيلي ضد بنما
| تشيلي                             | 4–2                               | بنما                   |
| --------------------------------- | --------------------------------- | ---------------------- |
| فارغاس 15'، 43' · سانشيز 50'، 89' | تقرير (كونميبول) تقرير (كونكاكاف) | كامارغو 5' · أرويو 75' |

| تشيلي | بنما |

### الأرجنتين ضد بوليفيا
| الأرجنتين                             | 3–0                               | بوليفيا |
| ------------------------------------- | --------------------------------- | ------- |
| لاميلا 13' · لافيتزي 15' · كويستا 32' | تقرير (كونميبول) تقرير (كونكاكاف) |         |

| الأرجنتين | بوليفيا |